# Mirko Cvetković
Mirko Cvetković (in serbo Мирко Цветковић?; Zaječar, 16 agosto 1950) è un economista e politico serbo.
È stato Primo Ministro della Serbia dal 7 luglio 2008 al 27 luglio 2012.

## Biografia
Cvetković si laureò in economia presso l'Università degli Studi di Belgrado. Lavorò presso l'Istituto Minerario e per l'Istituto nazionale serbo di economia, e fu consulente economico per la società di consulenza "CES Mecon" e per la Banca Mondiale.
Nel 2001 Cvetković è stato nominato viceministro per l'Economia della Repubblica Federale di Jugoslavia, nel governo di Zoran Đinđić. Svolse l'incarico fino al 2003, quando fu nominato direttore della Agenzia per la privatizzazione della Confederazione di Serbia e Montenegro. Il 15 maggio del 2007 fu nominato ministro delle finanze.

### Primo Ministro della Serbia
L'8 luglio 2008 il presidente serbo Boris Tadić nominò Cvetković capo del governo. Il governo era formato da una coalizione tra il Partito Democratico e il Partito Socialista ed ottenne 127 voti di fiducia.
Uno dei principali impegni del governo di Cvetković era quello di non riconoscere in ogni caso l'indipendenza del Kosovo. Inoltre, il governo puntava a fare ottenere alla Serbia lo status di paese candidato all'adesione all'Unione europea.
Cvetković parla la lingua inglese. È sposato e ha due figli.